# 9556 Gaywray
9556 Gaywray este un asteroid din centura principală, descoperit pe 8 aprilie 1986, de INAS.